# Equipo de Fed Cup de Australia
El equipo Australiano de Copa Billie Jean King es el representativo de Australia en la máxima competición internacional a nivel de naciones del tenis femenino. El equipo jugó en el primer torneo de la historia en 1963, y es uno de los cuatro equipos que han participado en todas las ediciones desde entonces.
El equipo nacional de Australia es uno de los más exitosos en el tenis mundial. Son campeones del mundo siete veces y han alcanzado un total de diecisiete finales, tanto el segundo más alto de todos los tiempos detrás de Estados Unidos. Entre 1963 y 1980, el equipo australiano jugó en cada final, a excepción de tres. Sin embargo, en los últimos tiempos el equipo australiano ha tenido una relativa falta de éxito, sólo aparecen en el Grupo Mundial cinco veces entre 1995 y 2010, y nunca ir más allá de la primera ronda. 
Sin embargo, el equipo ha experimentado un resurgimiento en los últimos años, acumulando un récord de 15-6 en ganados y perdidos desde 2005 y regresar al Grupo Mundial en 2011 y 2013. Samantha Stosur tiene el récord de más victorias en individuales por un australiano en la Copa Federación, mientras que Wendy Turnbull tiene el récord de triunfos en dobles, el lazo más general gana, y la mayoría de los lazos participó pulg.
Alicia Molik es el actual capitán y ha ocupado ese cargo desde 2013. Actualmente, el equipo es la número 8 en el ranking ITF, dos lugares más bajos que su rango más alto desde que el inicio de la clasificación en 2002.

## Historia
Australia a participó por primera vez en 1963 en la Fed Cup. Ha Ganado en 7 ocasiones 1964, 1965, 1968, 1970, 1971, 1973 y 1974. 